# Hyposcada illinissa
Hyposcada illinissa är en fjärilsart som beskrevs av William Chapman Hewitson 1852. Hyposcada illinissa ingår i släktet Hyposcada och familjen praktfjärilar. Inga underarter finns listade i Catalogue of Life.

## Bildgalleri

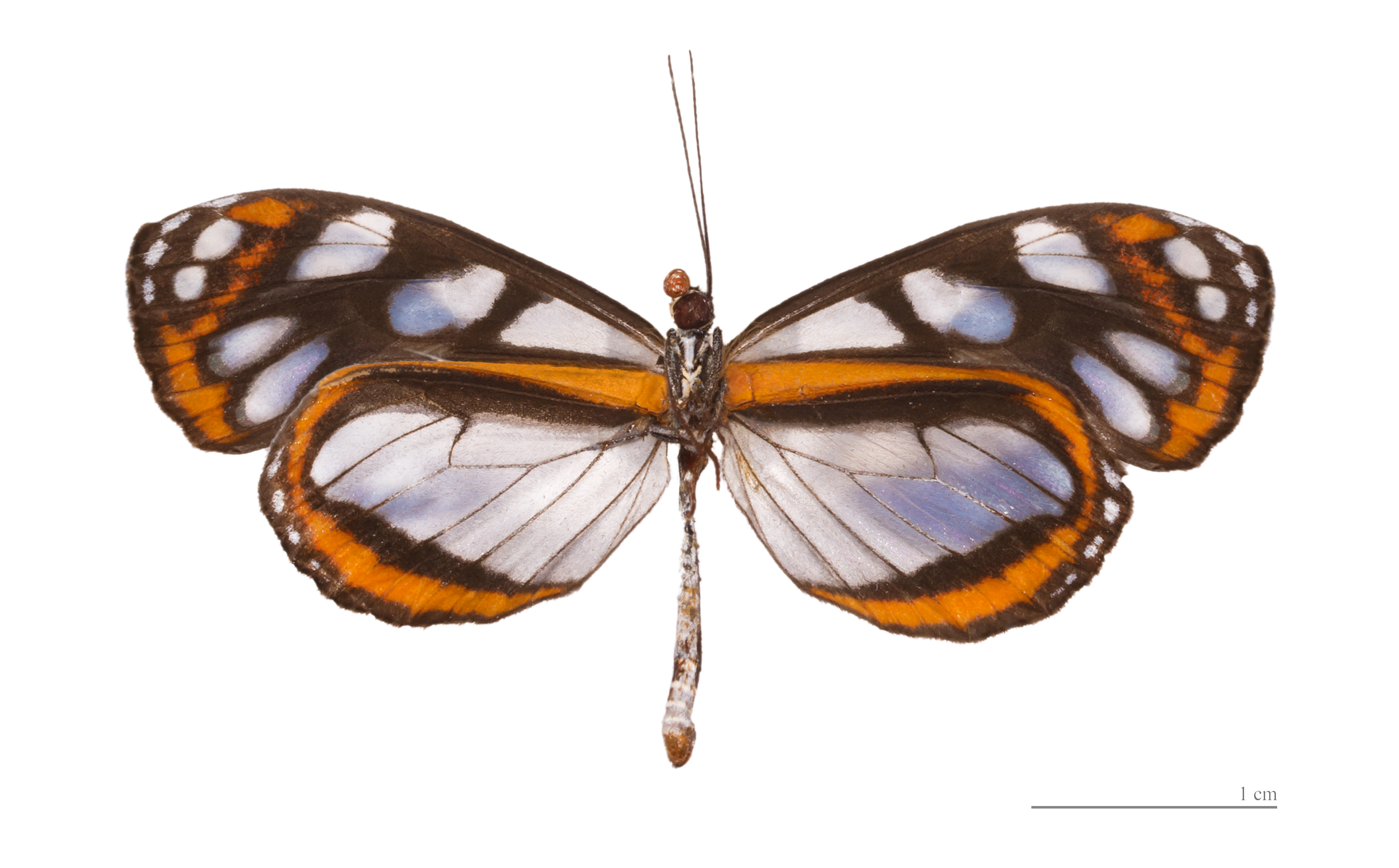
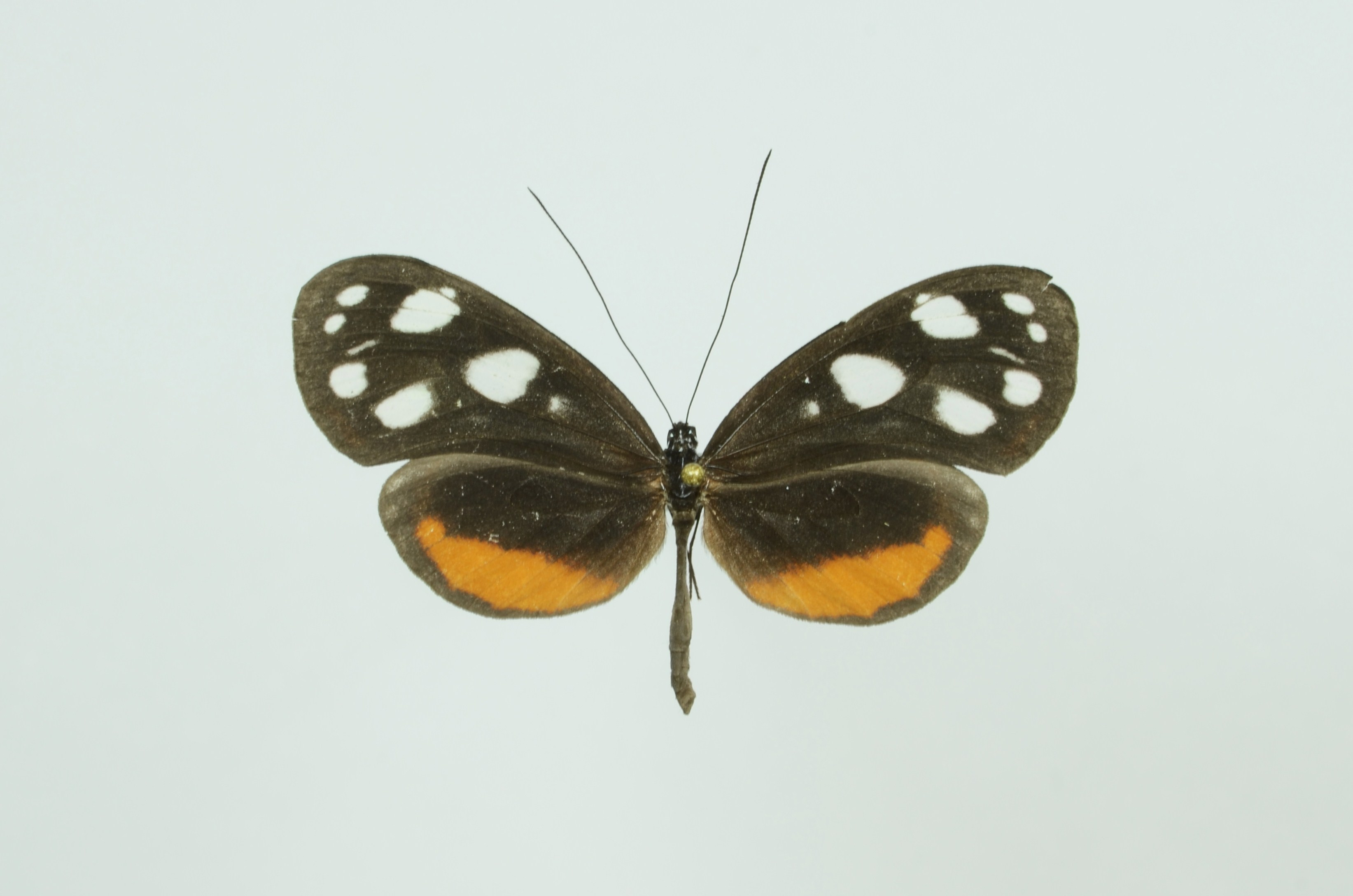
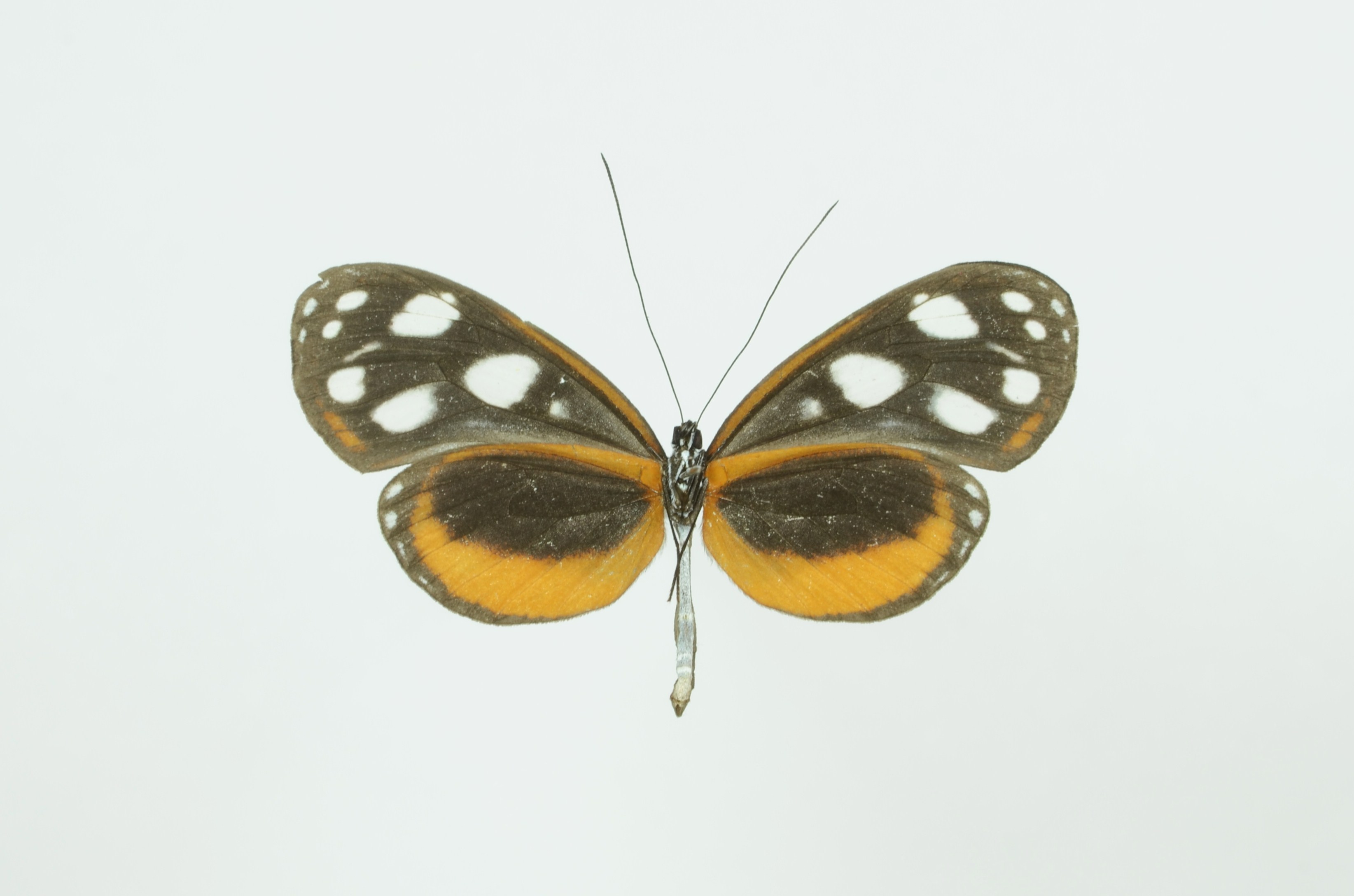